# Joseph Fred Naumann
Joseph Fred Naumann (Saint Louis, 4 giugno 1949) è un arcivescovo cattolico statunitense, dall'8 aprile 2025 arcivescovo emerito di Kansas City.

## Biografia
Joseph Fred Naumann è nato a Saint Louis, nel Missouri, il 4 giugno 1949 da Fred Naumann e Louise (nata Lukens).

### Formazione e ministero sacerdotale
Nel 1967 si è diplomato al St. Louis Preparatory Seminary South. Nel 1971 ha conseguito il diploma al Cardinal Glennon College. Ha terminato gli studi presso il seminario "Kenrick" di Saint Louis.
Ha prestato servizio come diacono a Florissant. Il 24 maggio 1975 è stato ordinato presbitero per l'arcidiocesi di Saint Louis dal cardinale John Joseph Carberry. In seguito è stato vicario parrocchiale della parrocchia di San Domenico Savio ad Affton dal 1975 al 1979; vicario parrocchiale della parrocchia di Nostra Signora dei Dolori a Saint Louis dal 1979 al 1984; direttore dell'ufficio arcidiocesano per la vita e vicario parrocchiale part-time della parrocchia del Santissimo Sacramento a Saint Louis dal 1984 al 1989; coordinatore del comitato arcidiocesano per la vita dal 1984 al 1995; parroco della parrocchia dell'Ascensione a Normandy dal 1989 al 1994 e vicario generale dal 1994 al 2003.

### Ministero episcopale
Il 9 luglio 1997 papa Giovanni Paolo II lo ha nominato vescovo ausiliare di Saint Louis e titolare di Capocilla. Ha ricevuto l'ordinazione episcopale il 3 settembre successivo nella cattedrale di San Luigi a Saint Louis dall'arcivescovo metropolita di Saint Louis Justin Francis Rigali, co-consacranti il vescovo ausiliare della stessa arcidiocesi Edward Kenneth Braxton e il vescovo di Lafayette Edward Joseph O'Donnell.
Nell'ottobre del 2003, dopo il trasferimento a Filadelfia dell'arcivescovo Justin Francis Rigali, è stato eletto amministratore diocesano. È rimasto in carica fino al 26 gennaio 2004, giorno dell'ingresso dell'arcivescovo Raymond Leo Burke.
Il 7 gennaio 2004 lo stesso papa Giovanni Paolo II lo ha nominato arcivescovo coadiutore di Kansas City. Il 19 marzo successivo è entrato in diocesi. Il 15 gennaio 2005 è succeduto alla medesima sede.
Dal 21 aprile al 4 novembre 2015 è stato anche amministratore apostolico di Kansas City-Saint Joseph.
Nel marzo del 2012 e nel gennaio del 2020 ha compiuto la visita ad limina.
Il 14 novembre 2017 è stato eletto presidente del comitato per le attività per la vita della Conferenza dei vescovi cattolici degli Stati Uniti sconfiggendo di poco il cardinale Blase Joseph Cupich. Naumann interpreta il canone 915, che afferma: "Non siano ammessi alla sacra comunione gli scomunicati e gli interdetti, dopo l'irrogazione o la dichiarazione della pena e gli altri che ostinatamente perseverano in peccato grave manifesto", negando la comunione ai politici cattolici che sostengono l'aborto e l'eutanasia. Ha dichiarato di aver cercato di persuadere l'allora governatore del Kansas Kathleen Sebelius a cambiare la sua posizione favorevole all'aborto e, dopo il suo rifiuto, gli ha negato la comunione. Fa parte anche del comitato per il matrimonio e la famiglia. In precedenza è stato membro del comitato per le comunicazioni.
È anche presidente della Conferenza cattolica del Kansas e membro del consiglio di amministrazione del seminario "Kenrick-Glennon" di Saint Louis.
L'8 aprile 2025 papa Francesco ha accolto la sua rinuncia, presentata per raggiunti limiti di età, al governo pastorale dell'arcidiocesi di Kansas City; gli è succeduto William Shawn McKnight, fino ad allora vescovo di Jefferson City.

## Genealogia episcopale e successione apostolica
La genealogia episcopale è:
- Cardinale Scipione Rebiba
- Cardinale Giulio Antonio Santori
- Cardinale Girolamo Bernerio, O.P.
- Arcivescovo Galeazzo Sanvitale
- Cardinale Ludovico Ludovisi
- Cardinale Luigi Caetani
- Cardinale Ulderico Carpegna
- Cardinale Paluzzo Paluzzi Altieri degli Albertoni
- Papa Benedetto XIII
- Papa Benedetto XIV
- Papa Clemente XIII
- Cardinale Enrico Benedetto Stuart
- Papa Leone XII
- Cardinale Chiarissimo Falconieri Mellini
- Cardinale Camillo Di Pietro
- Cardinale Mieczysław Halka Ledóchowski
- Cardinale Jan Maurycy Paweł Puzyna de Kosielsko
- Arcivescovo Józef Bilczewski
- Arcivescovo Bolesław Twardowski
- Arcivescovo Eugeniusz Baziak
- Papa Giovanni Paolo II
- Cardinale Justin Francis Rigali
- Arcivescovo Joseph Fred Naumann

La successione apostolica è:
- Arcivescovo Michael Owen Jackels (2005)
- Vescovo John Balthasar Brungardt (2011)
- Arcivescovo Edward Joseph Weisenburger (2012)
- Vescovo Carl Allan Kemme (2014)
- Vescovo Gerald Lee Vincke (2018)